# كيفين أوهالوران
كيفين أوهالوران (بالإنجليزية: Kevin O'Halloran)‏ (و. 1937 – 1976 م) هو سباح أسترالي، ولد في كاتانينغ، شارك في الألعاب الأولمبية الصيفية 1956، وسباحة في الألعاب الأولمبية الصيفية 1956 – رجال 4 × 200 متر سباحة حرة تناوب ‏، توفي في Kojonup, Western Australia ‏، عن عمر يناهز 39 عاماً.

## التعليم
تعلم في Guildford Grammar School ‏
.